# Wire-fu

Az egyik leghíresebb wire-fu jelenet a Mátrix című filmből (a képen Carrie-Anne Moss; Jűn Vó-pheng koreográfiája)

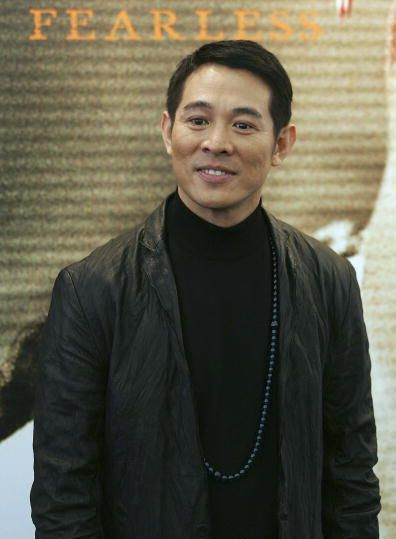
Jet Lit számos kritika érte a drótkötélhasználat miatt.

A wire-fu a harcművészeti filmek egyik alfaja. A szóösszetétel az angol wire (drót) és a kínai kungfu szóból származik. Az olyan harcművészeti filmeket jelölik vele, amelyben a harci jeleneteknél drótkötél segítségével emelik meg a színészeket, hogy könnyebben végezhessenek akrobatikus mutatványokat vagy éppen emberfeletti képességeket mutathassanak (például repüljenek). A vu-hszia (wuxia)-filmek is ebbe a műfajba sorolhatóak. 
A Word Spy szerint az 1990-es évekbeli Jet Li-filmekből került át a köztudatba a jelenség, és nyugaton 1997-ben használták először ezt a kifejezést az újságírók. A technikát előszeretettel alkalmazza Tsui Hark hongkongi rendező, valamint Jűn Vó-pheng harckoreográfus, aki többek között a Mátrix-trilógiában és a Kill Billben is ezt a technikát alkalmazta.
A legsikeresebb ázsiai wire-fu film a 2016-os Monster Hunt, mely mintegy 360 millió dollár bevételt termelt.

## Wire-fu filmek
- Mátrix (1999)
- Charlie angyalai, 2000
- Tigris és sárkány, 2000
- Üsd, vágd, focizzál!, 2001
- Hős, 2002
- Kill Bill, 2003
- A tiltott királyság, 2008
- A szerzetes és a fehér kígyó, 2011